# لي كرناغهان
لي كرناغهان (Lee Kernaghan) (بالإنجليزية: Lee Kernaghan)‏من مواليد 15 أبريل 1964.هو مغني و كاتب أغاني وموسيقي وعازف غيتار أسترالي.

## روابط خارجية
- لي كرناغهان على موقع IMDb (الإنجليزية)
- لي كرناغهان على موقع الموسوعة البريطانية (الإنجليزية)
- لي كرناغهان على موقع ميوزك برينز (الإنجليزية)
- لي كرناغهان على موقع أول ميوزيك (الإنجليزية)
- لي كرناغهان على موقع ديسكوغز (الإنجليزية)
- لي كرناغهان على موقع قاعدة بيانات الفيلم (الإنجليزية)